# Arwen Gorb
Arwen Kiana Gorb (* 20. Juni 2002 in Hamburg, geborene Arwen Rühl) ist eine deutsche Handballspielerin.

## Karriere

### Im Verein
Gorb begann das Handballspielen im Jahr 2010 bei der SG Flensburg-Handewitt. Zwei Jahre später wechselte sie zur SG Oeversee-Jarplund-Weding. Im Jahr 2014 schloss sich die Rückraumspielerin der HSG Handewitt/Nord Harrislee an, einem Zusammenschluss der weiblichen Jugendmannschaften des Handewitter SV und des TSV Nord Harrislee. Mit der HSG HNH gewann sie ein Jahr später die schleswig-holsteinische Landesmeisterschaft. In der Saison 2016/17 lief Gorb für die HFF Munkbrarup auf, mit der sie ebenfalls die schleswig-holsteinische Landesmeisterschaft gewann.
Gorb wechselte im Jahr 2017 in die Jugendabteilung vom Thüringer HC. Später rückte sie zusätzlich in den Kader der 2. Damenmannschaft auf, mit der sie in der 3. Liga antrat. In der Saison 2019/20 lief sie in der A-Juniorinnen Bundesliga auf. Im Sommer 2020 erhielt Gorb einen Vertrag für die Bundesligamannschaft vom THC. Am ersten Spieltag der Saison 2020/21 warf sie ein Tor gegen die TSG Ketsch. Auch bei ihrem ersten Einsatz im Europapokal erzielte sie gegen die österreichische Mannschaft von WAT Atzgersdorf einen Treffer. Ab dem Sommer 2021 musste sie aufgrund einer schweren Verletzung pausieren. Im November 2022 wechselte sie zum Zweitligisten TSG Ketsch.
Gorb unterschrieb im Sommer 2023 einen Vertrag beim Bundesligisten Sport-Union Neckarsulm. Seit Juli 2024 läuft sie für den Ligakonkurrenten BSV Sachsen Zwickau auf.

### In Auswahlmannschaften
Gorb lief anfangs für die schleswig-holsteinische Landesauswahlmannschaft auf. Im März 2017 wurde sie zum ersten Lehrgang der deutschen Jugendnationalmannschaft des Jahrgangs 2002 eingeladen. Am 23. November 2017 bestritt sie gegen Frankreich ihr erstes Spiel für die Jugendnationalmannschaft.

## Sonstiges
Ihre Mutter Tetjana Horb lief für die sowjetische Handballnationalmannschaft auf.